# Copa da Escócia de 1984–85
A Copa da Escócia de 1984-85 foi a 100º edição do torneio mais antigo do futebol da Escócia. O campeão foi o Celtic F.C., que conquistou seu 27º título na história da competição ao vencer a final contra o Dundee United F.C., pelo placar de 2 a 1.

## Premiação
| Copa da Escócia de 1984-85       |
| Escócia                          |
| -------------------------------- |
| Celtic F.C. Campeão (27º título) |